# هامرون سبارتانز
هامرون سبارتانز هو نادي كرة قدم في مالطا تأسس في 1907. يلعب في الدوري المالطي الممتاز.

## وصلات خارجية
- الموقع الرسمي